# العلاقات الصومالية الكورية الشمالية
العلاقات الصومالية الكورية الشمالية هي العلاقات الثنائية التي تجمع بين الصومال وكوريا الشمالية.

## مقارنة بين البلدين
هذه مقارنة عامة ومرجعية للدولتين:
| وجه المقارنة                                              | الصومال                        | كوريا الشمالية                        |
| --------------------------------------------------------- | ------------------------------ | ------------------------------------- |
| المساحة (كم2)                                             | 637.66 ألف                     | 120.54 ألف                            |
| عدد السكان (نسمة)                                         | 14.74 مليون                    | 25.49 مليون                           |
| الكثافة السكانية (ن./كم²)                                 | 23.12                          | 211.47                                |
| العاصمة                                                   | مقديشو                         | بيونغيانغ                             |
| اللغة الرسمية                                             | اللغة الصومالية، اللغة العربية | لغة كوريا الشمالية القياسية ‏          |
| العملة                                                    | شلن صومالي                     | وون كوري شمالي                        |
| الناتج المحلي الإجمالي (بليون دولار)                      | 7.37 مليار                     |                                       |
| الناتج المحلي الإجمالي (تعادل القوة الشرائية) بليون دولار |                                |                                       |
| الناتج المحلي الإجمالي الاسمي للفرد دولار أمريكي          | 549                            |                                       |
| الناتج المحلي الإجمالي للفرد دولار أمريكي                 |                                |                                       |
| مؤشر التنمية البشرية                                      |                                |                                       |
| رمز المكالمات الدولي                                      | +252                           | +850                                  |
| رمز الإنترنت                                              | .so                            | .kp                                   |
| المنطقة الزمنية                                           | ت ع م+03:00                    | ت ع م+08:30، ت ع م+08:30، ت ع م+09:00 |

## منظمات دولية مشتركة
يشترك البلدان في عضوية مجموعة من المنظمات الدولية، منها:
| علم المنظمة | اسم المنظمة              | تاريخ انضمام الصومال | تاريخ انضمام كوريا الشمالية |
| ----------- | ------------------------ | -------------------- | --------------------------- |
|             | يونسكو                   | 15 نوفمبر 1960       | 18 أكتوبر 1974              |
|             | الاتحاد البريدي العالمي  | ?                    | ?                           |
|             | الأمم المتحدة            | 20 سبتمبر 1960       | 17 سبتمبر 1991              |
|             | الاتحاد الدولي للاتصالات | 28 سبتمبر 1962       | ?                           |

## وصلات خارجية
- موقع وزارة الخارجية الصومالية
- موقع وزارة الخارجية الكورية الشمالية